# Bambi (prijs)

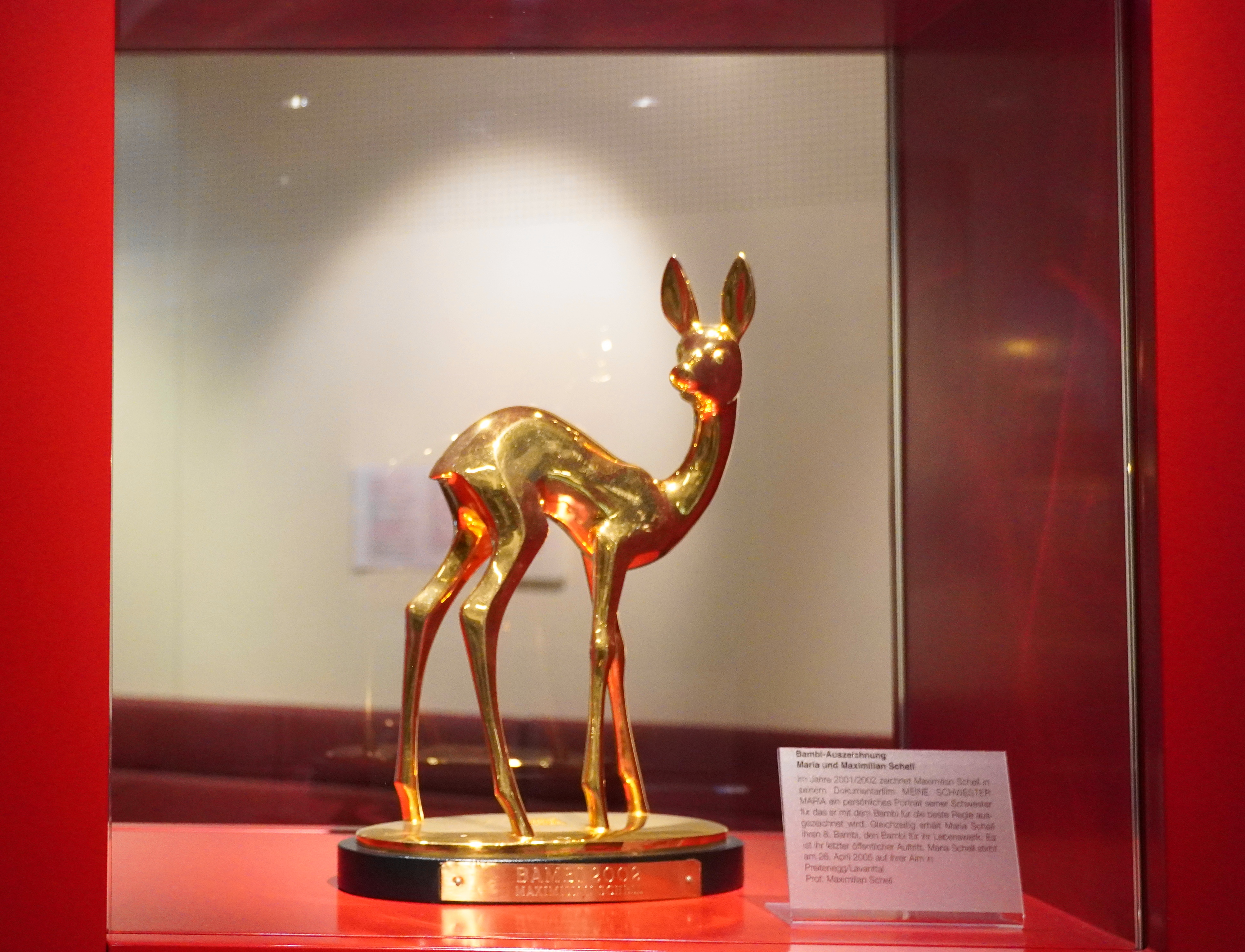
Bambi

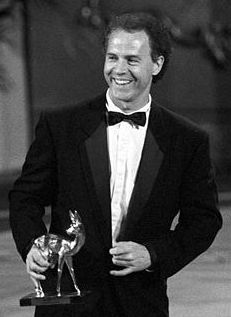
Bondscoach Franz Beckenbauer met zijn Bambi (1990)

De Bambi is een Duitse jaarlijkse televisie- en mediaprijs die wordt uitgereikt door het mediabedrijf Hubert Burda Media Holding.
De Bambi werd voor het eerst uitgegeven in 1948 en de eerste ontvangers waren Marika Rökk en Jean Marais. Oorspronkelijk was de prijs een hertje in porselein. Sinds 1958 wordt het beeldje in goud uitgereikt. De Bambi is vernoemd naar Bambi, het hertje in de films van Walt Disney.
De prijs wordt niet alleen aan beroemde film- en tv-personages, maar ook aan beroemde, verdienstelijke mensen op het gebied van de wereldpolitiek, duurzaamheid en milieu, mensenrechtenactivisten e.d.  gegeven. Zo kreeg paus Franciscus een Bambi in 2016, en de Belgische koningin Mathilde in 2019.

## Nederlandse Bambi-winnaars
- Johannes Heesters (1967, 1987, 1990, 1997, 2003, 2007, 2008, 2009, 2010, 2011)
- Rudi Carrell (1970, 1975, 1979, 1980, 1998)
- Maruschka Detmers (1985)
- Linda de Mol (1992)
- John de Mol (2000)

## Belgische Bambi-winnaars
- Koningin Mathilde (2019)